# Nam Hải (quận)

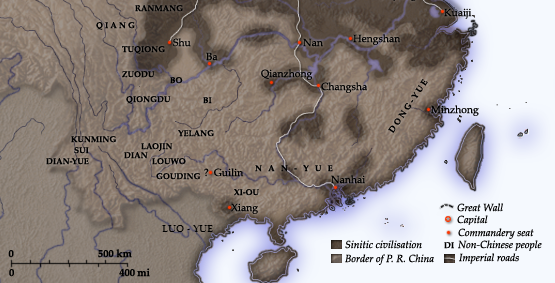
Bản đồ các khu vực lẻ tẻ do nhà Tần chiếm được của các nhóm tộc Bách Việt ở phía Nam sông Dương Tử sau năm 210 TCN, trong đó có quận Nam Hải (Nanhai).

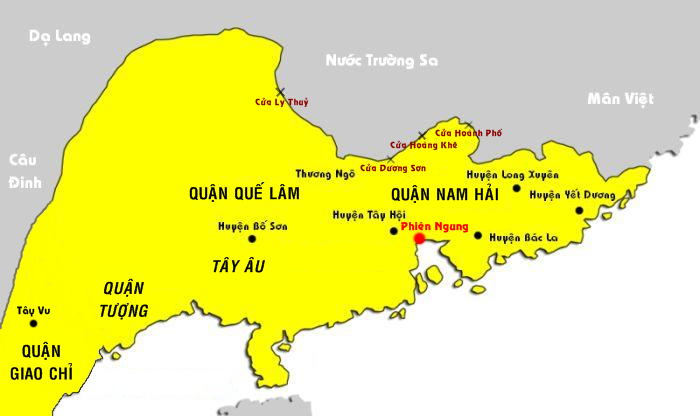
Bản đồ hành chính các quận phía Đông Bắc nước Nam Việt (khoảng thế kỷ II-III TCN), trong đó có quận Nam Hải

Nam Hải quận là tên khu vực hành chính do nhà Tần thiết lập sau khi bình định đất Lĩnh Nam, bao gồm bốn huyện: Phiên Ngung (Phiên Ngu), Tây Hội (Tứ Hội), Bác La, Long Xuyên; có thuyết còn cho là gồm sáu huyện: Phiên Ngung, Tây Hội, Bác La, Long Xuyên, Liệt Giang, Yết Dương. Thủ phủ của Nam Hải quận đặt tại Phiên Ngung, tức thành phố Quảng Châu, tỉnh Quảng Đông, Trung Quốc ngày nay.